# Пјана I (Беневенто)
Пјана I је насеље у Италији у округу Беневенто, региону Кампанија.
Према процени из 2011. у насељу је живело 15 становника. Насеље се налази на надморској висини од 85 м.